# Gonzalo Aguirre Beltrán
Gonzalo Aguirre Beltrán (Tlacotalpan, Veracruz; 20 de enero de 1908 - Xalapa, Veracruz; 6 de enero de 1996) fue un médico y antropólogo mexicano.

## Trayectoria
Se graduó como Médico Cirujano en 1931 en la Universidad Nacional Autónoma de México y en 1932 comenzó a ejercer su profesión en la región de Huatusco a miembros de cooperativas pertenecientes al Banco de Crédito Agrícola Ejidal, un banco estatal establecido para impulsar el desarrollo de las áreas rurales. En 1940 publicó El Señorío de Cuautochco: Luchas Agrarias en México durante el Virreinato un estudio sobre la tierra, la dominación del indio, la resistencia, los cambios culturales, la organización sociopolítica local y las condiciones socioeconómicas de la salud en la región de Huatusco. 
En 1941 se estableció en la Ciudad de México como biólogo, en el Departamento Demográfico de la Secretaría de Gobernación, donde entabló una fructífera amistad con Manuel Gamio, pionero de la antropología mexicana. 
Fue cofundador del Centro de Investigaciones Superiores del INAH (CISINA), junto con Guillermo Bonfil Batalla y Ángel Palerm Vich, (hoy Centro de Investigaciones y Estudios Superiores en Antropología Social). Además de ser uno de los promotores de la Antropología Social en la Escuela Nacional de Antropología e Historia, en la cual fue profesor.

## Afromexicanos
Entre 1942 y 1944 investigó en el Archivo General de la Nación los antecedentes de la población negra de México. Demostró cómo se ha soslayado la importancia de la población negra en México y resaltó desde entonces la presencia de lo africano en México, atendiendo su importancia como factor dinámico de aculturación, y su supervivencia en rasgos culturales hasta entonces tenidos por indígenas o españoles, fue en esas investigaciones en las que mostró a Cuajinicuilapa, Guerrero, a la que bautizo como la capital de los negros de México en su libro Cuijla: Esbozo etnográfico de un pueblo negro. Hoy es recordado por los grandes luchadores afromexicanos.
En 1945 estudió Antropología en la Northwestern University en Evanston, Illinois, bajo la dirección del africanista Melville Herskovits y del etno-psicoanalista Alfred Irving Hallowell.

## Indigenismo
Con el estudio Problemas de la Población Indígena de la Cuenca del Tepalcatepec (1952), inició las investigaciones regionales, marcando una nueva época que superó el ámbito de cada comunidad o etnia indígena. Trata de comparar diferentes estructuras de poder indígena en el marco de las relaciones que los grupos locales guardan con la nación.
En Regiones de Refugio (1967), explicó como la presión política, económica y demográfica no india, obligó a las comunidades indígenas a refugiarse en selvas tropicales, desiertos o altas montañas. En estas regiones de refugio, donde han logrado sobrevivir la mayoría de las comunidades indígenas, lo urbano domina lo rural, las comunidades se convierten en satélites y se establecen relaciones asimétricas entre los diferentes segmentos de la población. Los indígenas son la parte sometida dentro del hinterland que dominan los sectores que controlan el respectivo centro rector. El indigenismo, corriente de la cual formó parte, se propuso liberar al indio de esa intermediación opresiva y explotadora.

## Cargos
Se desempeñó en varios cargos públicos y académicos. Escogió la política, "para participar en el destino de la gente y transformarlo". Fue director del Centro Coordinador Tzetal-tzoltzil (1951); subdirector del Instituto Nacional Indigenista INI (1952); rector de la Universidad Veracruzana (1956- 1963); diputado federal (1961-1964); director del Instituto Indigenista Interamericano (1966); subsecretario de Cultura Popular (1970-74) y director del INI (1971-76). A partir de 1976 polemizó contra el cambio de la orientación indigenista del estado mexicano y el desarrollismo. Fue ganador del Premio Nacional de Ciencias en 1979. En 1991 fue galardonado con la Medalla Belisario Domínguez.
Actualmente, una escuela normal en Tuxpan, Veracruz lleva su nombre. Centro Regional de Educación Normal "Dr. Gonzalo Aguirre Beltrán"

## Obras
Gonzalo Aguirre Beltrán dejó un gran legado intelectual con el cual se puede entender la realidad mexicana desde múltiples enfoques teóricos e interdisciplinarios. Su obra se caracteriza por la radical indivisibilidad entre teoría y praxis.
Dentro de sus investigaciones se hallan constantes teóricas e ideológicas como lo son el nacionalismo, el indigenismo, la política pública, el positivismo, los procesos aculturativos, la integración de grupos marginados a los Estado-nación, el populismo, el pensamiento revolucionario y posrevolucionario mexicano.
El Fondo de Cultura Económica y la Universidad Veracruzana trabajaron de manera conjunta para compilar sus obras. Los libros se hallan ordenados conforme a su publicación.
Tomo I. El señorío de Cuauhtochco.
Tomo II. La población negra de México.
Tomo III (3 vols.). Problemas de la población indígena de la cuenca del Tepalcatepec.
Tomo IV. Formas de gobierno indígena.
Tomo V. Programas de salud en la situación intercultural.
Tomo VI. El proceso de aculturación.
Tomo VII. Cuijla. Esbozo etnográfico de un pueblo negro.
Tomo VIII. Medicina y magia.
Tomo IX. Regiones de refugio.
Tomo X. Teoría y práctica de la educación indígena.
Tomo XI. Obra polémica.
Tomo XII. Lenguas vernáculas.
Tomo XIII. Antropología médica.
Tomo XIV. Zongolica. Encuentro de dioses y santos patronos.
Tomo XV. Crítica antropológica.